# Noroeste
Il Noroeste è una delle 12 comarche della Regione di Murcia. Conta 72.010 abitanti ed ha come capoluogo la città di Caravaca de la Cruz.
È una comarca prevalentemente montuosa che comprende le valli dei fiumi Quípar, Argos, Alhárabe, Mula e parte della valle del Segura.
La comarca è caratterizzata da una relativa abbondanza di acqua - almeno rispetto al resto della regione - e per gli ampi spazi boschivi (foreste a galleria, pinete, querceti e ginepri).
Dal 2001 Caravaca de la Cruz è collegata a Murcia da una moderna superstrada, la RM-15 o Autovía del Noroeste-Río Mula, di 61 km di lunghezza.

## Comuni

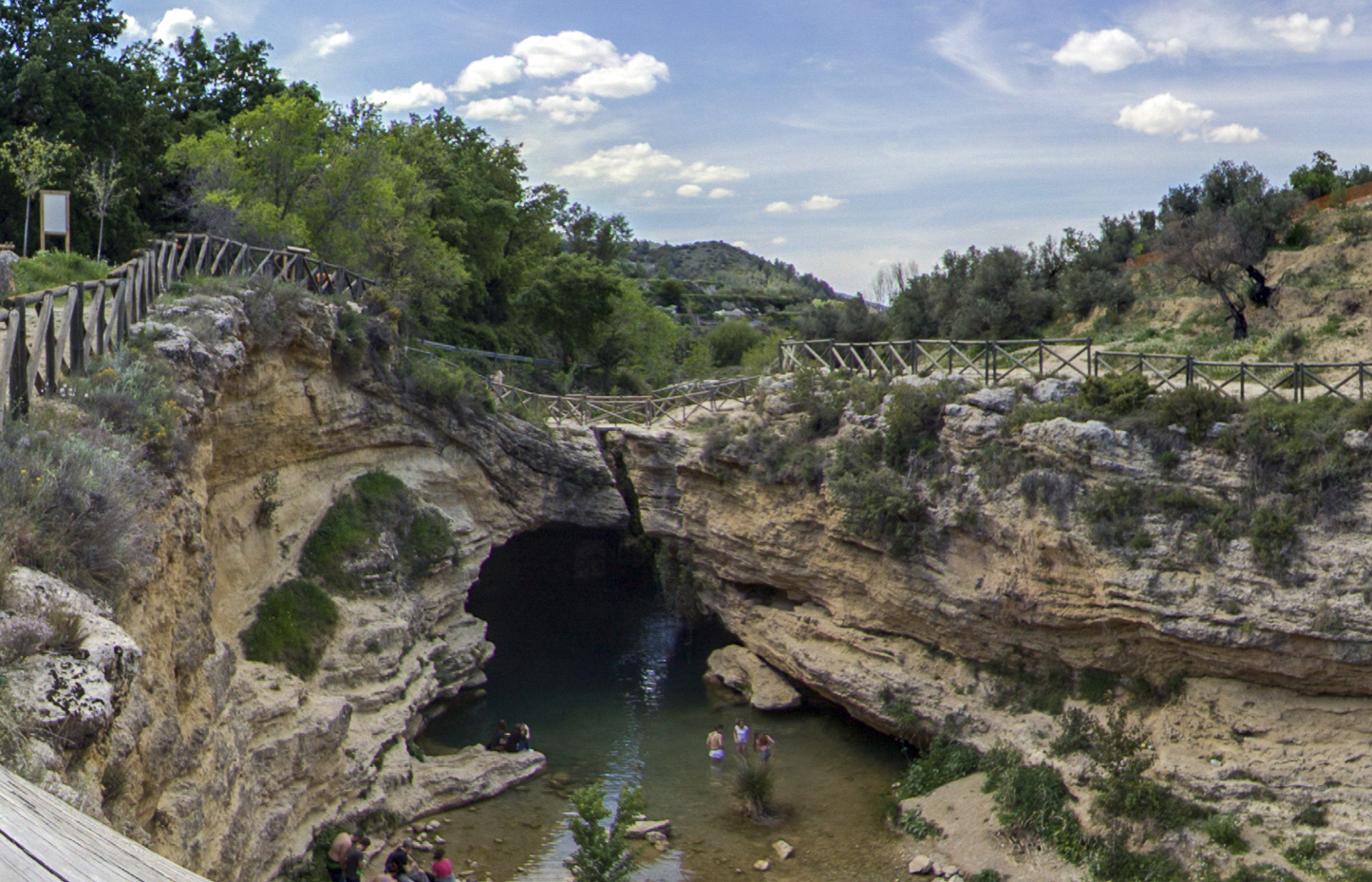
Il Salto del Usero lungo il fiume Mula nel comune di Bullas.

|                     | \| Comune \| Abitanti \| \| ------------------- \| -------- \| \| Caravaca de la Cruz \| 25.851 \| \| Cehegín \| 15.794 \| \| Bullas \| 11.753 \| \| Calasparra \| 10.423 \| \| Moratalla \| 8.189 \| |
| Comune              | Abitanti |
| Caravaca de la Cruz | 25.851 |
| Cehegín             | 15.794 |
| Bullas              | 11.753 |
| Calasparra          | 10.423 |
| Moratalla           | 8.189 |